# Khārmīān
Khārmīān (persiska: خَر ميان, خَر مِيان, Khar Mīān, خارميان) är en ort i Iran.   Den ligger i provinsen Mazandaran, i den norra delen av landet, 180 km nordost om huvudstaden Teheran. Antalet invånare är 892.
Terrängen runt Khārmīān är platt. Runt Khārmīān är det ganska tätbefolkat, med 111 invånare per kvadratkilometer. Närmaste större samhälle är Sari, 9,3 km söder om Khārmīān. Runt Khārmīān är det i huvudsak tätbebyggt.